# 会計監査
会計監査（かいけいかんさ、英語：financial audit、auditing）とは、企業、公益団体および行政機関等の会計（決算）に関して、一定の独立性を有する組織が監査と最終的な承認を行うことである。なお、会計検査院による国等の行政機関等に対する監査を特に会計検査と呼ぶ。

## 概要
経営者や執行権者は、その業務や会計など一定の報告を委任者（株主や公民権者）に対して行うのが一般的である。報告内容に虚偽の表示があった場合、受託者の能力を委任者が正当に判断することができなくなる。そのため一定の独立性を有した個人や組織が、その内容に虚偽の表示等がない（または一定程度に少ない）ことを確認する作業を監査という。そのうち特に会計に対する監査のことを会計監査（会計検査）と呼ぶ。

## 企業の会計監査
企業に関する監査は、以下の三者によって担われている(三様監査)。
- 監査役(監査役会)あるいは監査委員会または監査等委員会 (以下、「監査役等」)
- 公認会計士(公認会計士の集まりである監査法人も含む)
- 内部監査人

上場企業においては三様監査のすべてが行われており、三様監査は互いに連携することが期待されている。
会計監査において最も重要な役割を果たすのは、公認会計士によって行われる財務諸表監査である。公認会計士監査は、会社法上の大会社や金融商品取引法における上場会社等に義務付けられており、その特徴は職業的専門家による外部監査であることである。
会計報告は、一般に公正妥当とされる会計慣行（GAAP、特に日本の場合は企業会計原則その他の会計基準など）にもとづいて作成されることが求められている。財務諸表監査は、一般に公正妥当とされる監査慣行（GAAS、特に日本の場合は監査基準など）にもとづいて、財務諸表の適正性について意見を表明することを目的としている。
会計監査は「重要な虚偽の表示」を排除することが目的であり、細かな虚偽の表示を排除することが目的ではない。理由としては、現実的に精査することは困難であるため、試査を行うのが現実に即しているからである。また、会計報告は利害関係者の判断材料であることから、その判断材料に資するものである必要があるが、その判断を誤らせるような虚偽の表示を、特に「重要な虚偽の表示」と呼び、注力して排除することとなる。
また、試査（サンプル調査）による監査が行われるため、それぞれの会計処理に内部統制が存在していること必要である。金融商品取引法に基づく財務諸表監査では、経営者の内部統制報告書に対して独立監査人が意見を表明する内部統制監査が同時に行われる。内部統制の整備・運用状況に応じて調査方法を効率的にしたり、サンプル数を増減させることでその質を保つことができる。ちなみに会計監査における内部統制とは、企業内の規則や運用状況全般を指すものであり、規則や設備を設けることだけではない。内部統制が希薄な部分に関しては、監査手続を厳重（ない場合は精査）にすることで対応するため、それだけ費用・時間がかかる。
会計基準や監査基準などは法とはいえないが、明文化され公表されている慣習法である。法制化されていない理由は、極めて慣習的かつ学問的であり、時代の変化に即してスピード感を持って対応することが重要であり、法改正で対応することが不可能なためで、医療行為と同様に、方法論を縛ることが弊害になるからである。明文化の作業は、企業会計審議会や公認会計士協会により行われることとなる。

## 行政機関の会計監査
行政機関の会計監査は、公監査とも呼ばれる。国の場合は会計検査、地方公共団体の場合は会計監査と呼ぶのが一般的である。企業に対する会計監査(私監査)と異なり、経済性や効率性・有効性 (3E)に監査の対象が及ぶ点に特徴がある。
国の場合には、収入および支出の決算について会計検査院が会計検査を行う。会計検査院の検査報告は、内閣によって決算とともに国会に提出される。国会が決算の承認を行うことになっている（国会が検査権限を失うものではない）ため、会計検査院は監査実務にあたるが、単独で決算の承認を行うわけではない。
地方公共団体の場合には監査委員が同様に会計監査を行うが、監査実務を行う監査委員事務局の職員は、独立性が法定された会計検査院とは異なり生え抜きではなく、通常の人事異動で首長部局から配置される。また1998年（平成10年）からは外部監査も導入され会計監査の強化が図られている。
行政機関においては予算案の作成は行政の長が行い、議会の承認を得てそれに基づいてのみ執行される。そのため、不正・不合理性の発見と、使途が予算に則ったものかが、主体となる。加えて、独立行政法人、特殊法人、国立大学法人などの機関においては、公認会計士・監査法人が就任する会計監査人の監査を受けるべきものとされている。